# Nu Genea
Nu Genea, in precedenza Nu Guinea, è un duo musicale italiano formatosi nel 2014 da Massimo Di Lena e Lucio Aquilina

## Storia

### I primi anni
Il duo, composto da Massimo Di Lena e Lucio Aquilina, musicisti nativi di Napoli precedentemente famosi come DJ e produttori di musica tech-house - minimal techno (con i nomi di Massi DL e Lucio Aquilina) residenti a Berlino, si forma nel 2014 come Nu Guinea e pubblica nello stesso anno l'omonimo EP di debutto.
Nel 2015 inizia una collaborazione con Tony Allen, batterista originale del gruppo afrobeat di Fela Kuti, che porta alla pubblicazione il 15 febbraio 2016 dell'album The Tony Allen Experiments.
Nel 2018, tramite la propria etichetta NG Records, pubblicano l'LP Nuova Napoli in omaggio alla loro città natale, dove uniscono l'utilizzo di strumenti acustici con l'elettronica e voci in lingua napoletana. L'album è molto apprezzato dalla critica specializzata Segue una tournée nazionale e internazionale che li porta in vari club e festival, come il Dekmantel ad Amsterdam, lo Strawberry Fields in Australia, il Queremos! in Brasile, il Club To Club di Torino, il New Morning di Parigi, lo Strelka di Mosca ecc.
Nu Guinea, con l'etichetta NG Records, insieme a DNApoli e Famiglia Discocristiana, cura una raccolta su dischi in vinile denominata Napoli Segreta, compilation incentrata sul salvataggio e sulla ripubblicazione di musica prodotta a Napoli negli anni '70 e '80, seguita nel 2020 da Napoli Segreta vol.2.

### Il cambio di nome
Nel giugno 2021, il duo ha comunicato, tramite un post su Instagram, la scelta di modificare il nome in "Nu Genea"; i due musicisti hanno infatti motivato la loro decisione con le seguenti parole:
Sempre nel corso del 2021, in collaborazione con l'artista francese Célia Kameni, pubblicano il singolo Marechià e firmano un contratto con l'etichetta discografica Carosello Records.
Il 13 maggio 2022 pubblicano l'album Bar Mediterraneo, il primo sotto il nuovo nome, per NG Records su licenza della Carosello Records. Precedentemente, con la data del 5 maggio al X-Jazz di Berlino, hanno dato il via al loro tour internazionale, con una formazione di otto elementi, nei più famosi festival italiani ed europei. In occasione della tournée estiva hanno sviluppato il progetto NU GENEA INVITE coinvolgendo sul loro palco artisti internazionali tra i quali: L'Impératrice, Azymuth, Seun Kuti & Egypt 80, Kokoroko, Kit Sebastian, Los Bitchos, Quantic, The Mauskovic Dance Band e Yin Yin.
Il 27 giugno 2025, a tre anni di distanza dall'uscita dell'album Bar Mediterraneo,  pubblicano il singolo Sciallà. Il 3 luglio 2025 viene pubblicato anche il video musicale ufficiale.

## Discografia

### Come Nu Guinea
Album in studio
- 2016 - The Tony Allen Experiments (Comet Records)
- 2018 - Nuova Napoli (NG Records)

EP
- 2014 - Nu Guinea (Early Sounds Records)
- 2015 - World EP (Tartelet Records)

Singoli
- 2017 - Amore (NG Records)

### Come Nu Genea
Album
- 2022 - Bar Mediterraneo (NG Records su licenza Carosello Records)

Singoli
- 2021 - Marechià (NG Records) con Célia Kameni
- 2022 - Tienaté (NG Records) [voce di Fabiana Martone]
- 2025 - Sciallà (NG Records)